# 羅克維爾 (內布拉斯加州)
羅克維爾（英語：Rockville）是位於美國內布拉斯加州謝爾曼縣的村。

## 人口
根據2020年美國人口普查的數據，羅克維爾的面積為0.58平方千米，皆為陸地。當地共有人口89人，而人口密度為每平方千米153人。